# 99 Cent II Diptychon

99 Cent II Diptychon, 2001

99 Cent II Diptychon este numele unei fotografii de dimensiuni mari (2,07 m x 3,37 m), realizată în 2001 și având ca autor pe artistul Andreas Gursky. 
Reprezintă interiorul unei supermarket, cu mărfurile dispuse într-o ordine specifică și cu o bogată coloristică.
Este considerată cea mai scumpă fotografie din lume.
La o licitație din New York i s-a atribuit în final un preț de 2,48 milioane de dolari.